# 表面プラズモン共鳴

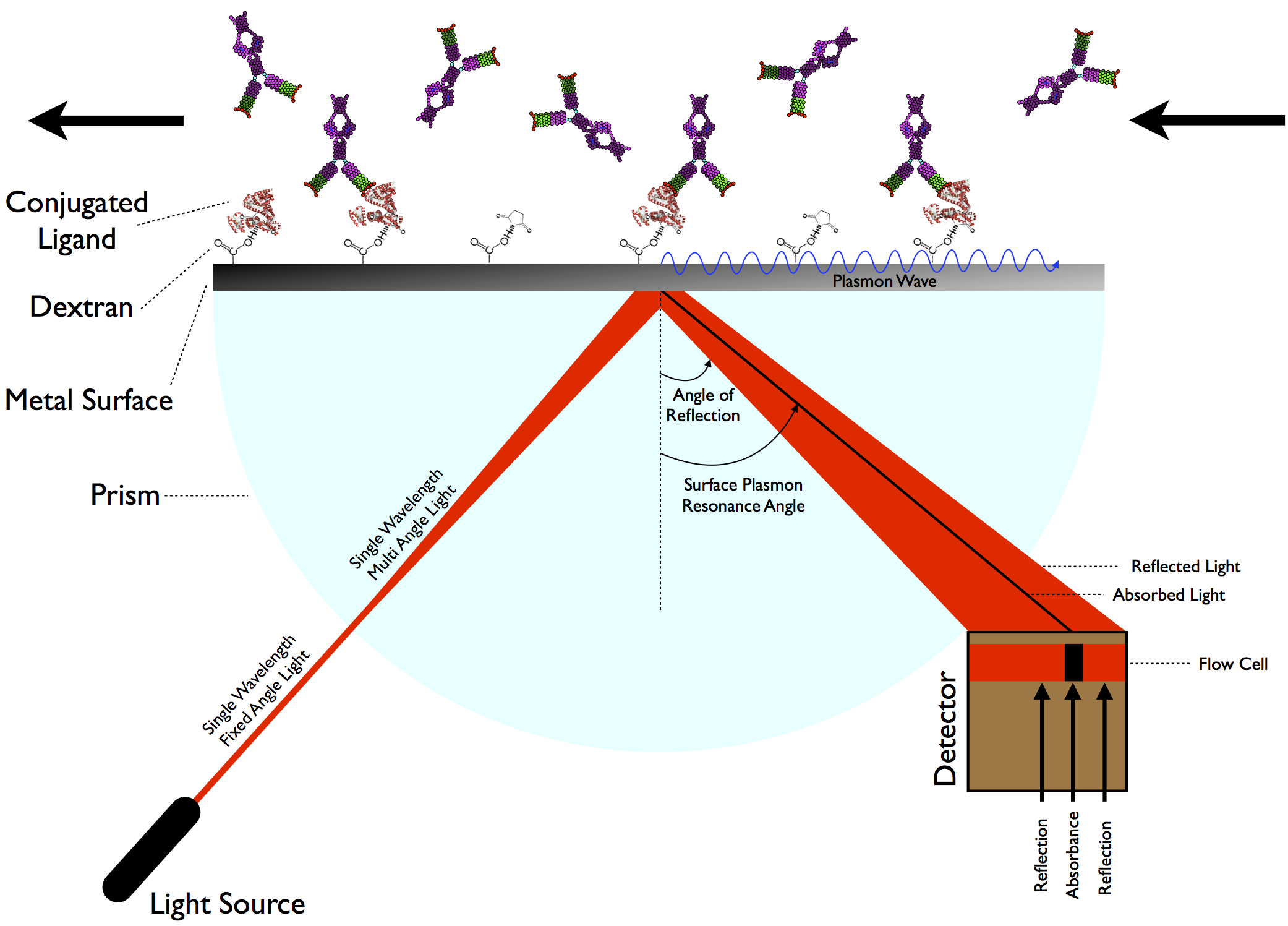
表面プラズモン共鳴(SPR)

表面プラズモン共鳴（ひょうめんプラズモンきょうめい、英: Surface Plasmon Resonance、略称:SPR）は、固体あるいは液体からなる反射体が光を反射するとき、反射体中の電子が入射光によって集団振動を誘導される現象、あるいは、その集団振動のことである。共鳴条件は、光子の周波数が表面電子の自然周波数(原子・分子中で電子は、正電荷である原子核の復元力に対して周期的に振動している)と一致する時に達成される。ナノメートルサイズの構造におけるSPRは局在表面プラズモン共鳴と呼ばれる。
SPRは平面的な金属表面（通常金や銀）あるいは金属ナノ粒子の表面に対する物質の吸着を測定するための多くの標準的手段の基礎である。
SPRは多くの色に基づくバイオセンサーやラブ・オン・チップセンサーの基本原理である。

## 解説
表面プラズモンポラリトンは、金属/誘電体（あるいは金属/真空）界面に対して平行方向に伝播する表面電磁波である。この波は金属と外部媒体（例えば空気あるいは水）との境界に位置するため、これらの振動は金属表面に対する分子の吸着といったこの境界面のいかなる変化にも非常に敏感である。
表面プラズモンポラリトンの存在および性質を説明するために、様々なモデル（量子理論やドルーデモデルなど）を選ぶことができる。この問題に取り組むための最も単純な方法は、それぞれの材料を均質連続体として扱うことで、外部媒体と表面との間の周波数依存的比誘電率によって説明される。この物理量は複素誘電率である（以後、材料の「誘電率」と呼ばれる）。電子表面プラズモンを描写するこの用語が存在するためには、金属の誘電率の実部は負でなければならず、その大きさは誘電体のものよりも大きくなければならない。この条件は、空気/金属あるいは水/金属界面における赤外-可視波長域で満たされる（金属の実比誘電率は負、空気あるいは水の比誘電率は正）。
LSPR（局在SPR）は、光によって励起された金属ナノ粒子における集団的電荷振動である。LSPRは共鳴波長で高度な近接増幅を示す。この場はナノ粒子において高度に局在しており、ナノ粒子/誘電体界面から誘電体背景に速やかに減衰するが、粒子による遠距離散乱もまた共鳴により増強される。光強度増強はLSPRの非常に重要な特徴であり、局在はLSPRがナノ粒子のサイズにのみ制限された非常に高い空間分解能（サブ波長）を有していることを意味する。増強された場振幅のため、磁気光学効果といった振幅に依存した効果もまたLSPRによって増強される。

## 実現

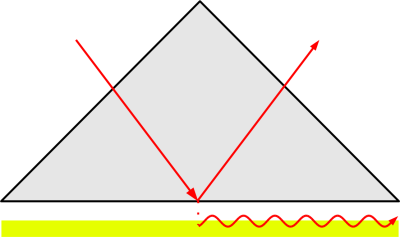
オット配置

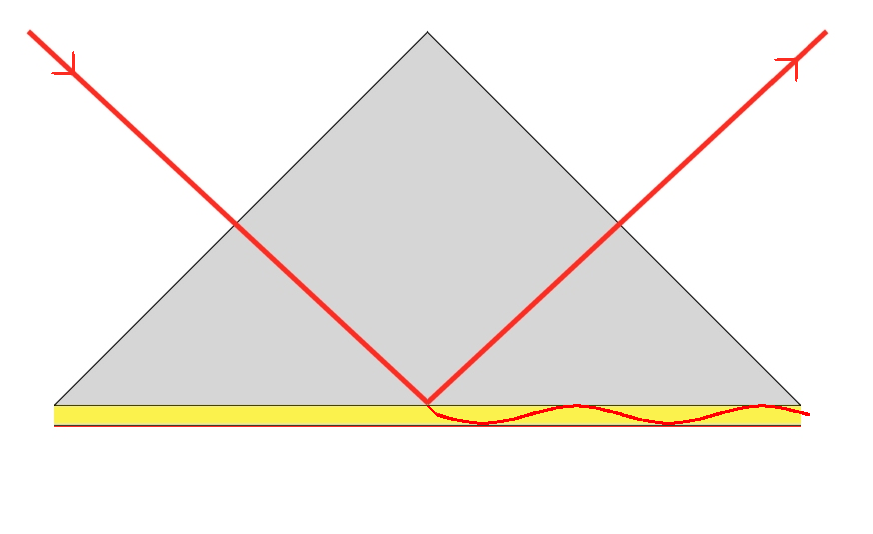
クレッチマン配置

共鳴様式で表面プラズモンを励起するため、電子あるいは光線（通常は可視および赤外光）を使うことができる。入射光線はその運動量がプラズモンのものと一致しなければならない。p偏光（入射面と平行に偏光が起こる）の場合は、光を波数（および運動量）を増加させ、任意の波長および角度における共鳴を達成するためのガラスブロックを通過させることによってこれが可能である。s偏光（入射面と垂直に偏光が起こる）は電子表面プラズモンを励起することができない。電子および磁気表面プラズモンは以下の分散関係に従う。
{\displaystyle K(\omega )={\frac {\omega }{c}}{\sqrt {\frac {\varepsilon _{1}\varepsilon _{2}\mu _{1}\mu _{2}}{\varepsilon _{1}\mu _{1}+\varepsilon _{2}\mu _{2}}}}}
{\displaystyle \epsilon }は比誘電率、{\displaystyle \mu }は材料の透磁率である（1: ガラスブロック、2: 金属薄膜）。
表面プラズモンが起こる代表的な金属は銀および金であるが、銅、チタン、クロムといった金属も使われている。
SP波を励起するために光を用いる時、よく知られた2種類の配置が存在する。オット配置では、光はガラスブロック（通常プリズム）の壁面を照らし、全反射される。薄い金属膜（例えば金）はエバネッセント波が表面でプラズマ波と相互作用し、プラズモンを励起できるようにプリズム壁面の十分近くに置かれる。
クレッチマン配置では、金属薄膜はガラスブロックに蒸着される。光はガラスブロックを照らし、エバネッセント波は金属薄膜を貫通する。膜の外側ではプラズモンが励起される。最も実際的な応用ではこの配置が使われる。

### SPR放射
表面プラズモン波が局所粒子あるいは粗い表面といった不規則なものと相互作用する時 、エネルギーの一部が光として再放射される。この放射光は金属薄膜の「後ろ」で様々な方向から検出することができる。

## 応用
表面プラズモンは、蛍光、ラマン散乱、第二次高調波発生などいくつかの分光測定の表面感度を増強するために使用されてきた。しかしながら、最も単純な形式において、SPR反射率測定は、ポリマー、DNA、タンパク質といった分子の吸着を検出するために使用できる。技術的には、反射極小（吸収極大）の角度を測定することが一般的である。この角度は、薄膜（ナノメートル程の厚さ）吸着の間に0.1°単位で変化する。その他の場合では、吸収波長の変化を追う。検出原理は、吸着された分子が局所的な屈折率の変化を引き起こし、表面プラズモン波の共鳴条件を変化させることに基づく。
表面が異なるバイオポリマーで形成されている場合は、十分な光学およびイメージングセンサー（すなわちカメラ）を用いることで、表面プラズモン共鳴イメージング(SPRI)を行うこともできる。この手法は分子の吸着量に基づく高コントラストな画像を提供する。これは、ブリュースター角顕微鏡法（ラングミュアー=ブロジェット槽と共に最も一般的に用いられる）といくぶん類似している
ナノ粒子では、局在化表面プラズモン振動は、ナノ粒子を含む懸濁液あるいはゾルの強い色調を生じさせることができる。貴金属のナノ粒子あるいはナノワイヤーはバルク金属には存在しない、紫外-可視光における強い吸収帯を示す。この異常な吸収は、セル膜上に金属ナノ粒子を披着させることによって太陽電池セルの光吸収を増加させることに利用されている。この吸収のエネルギー（色）は、光がナノワイヤーに対して平行あるいは垂直に偏光しているかどうかで異なる。ナノ粒子への吸着での局所屈折率の変化によるこの共鳴のシフトは、DNAあるいはタンパク質といったバイオポリマーの検出にも用いることができる。関連する相補的技術にはプラズモン導波路共鳴、QCM、異常光透過、二重偏光干渉法がある。

### SPRイムノアッセイ
最初のSPRイムノアッセイは、1983年にLiedberg、Nylander、Lundström、それからリンショーピング工学研究所（スウェーデン）によって提唱された。彼らはヒトIgGを600オングストローム銀膜に吸着させ、水溶液中の抗ヒトIgGを検出するためのアッセイに使用した。ELISAといったその他多くのイムノアッセイとは異なり、SPRイムノアッセイは、検体の検出に標識分子を必要としない。

### データの解釈
最も一般的なデータ解釈は、薄膜を無限連続誘電体層として扱うフレネルの式に基づく。この解釈では複数の可能な屈折率および厚さの値が答えとして得られる。しかしながら、大抵一つの解のみが妥当なデータ範囲に収まる。
金属粒子プラズモンはミー散乱理論を用いて通常モデル化される。
多くの場合において、詳細なモデルは適用されないが、センサーは特定の応用に対して校正され、検量線内を補完して使用される。

## 例

### 交互積層法

高分子電解質および続く粘土鉱物自己集合膜の薄膜（およそ38ナノメートル）金センサーへの吸着の間に測定されたSPR曲線。

表面プラズモン共鳴分光法の最初の一般的な応用の一つが、金基板上に吸着された自己集合ナノフィルムの厚さ（および屈折率）の測定であった。共鳴曲線は、吸着されたフィルムの厚さが増加するにつれてより大きな角度にシフトする。これは「静的SPR」測定の例である。
より高速での観測を望む場合は、共鳴点（最小反射角度）のすぐ下の角度を選択し、その点における反射率変化を測定することができる。これがいわゆる「動的SPR」測定である。データの解釈では、測定の間にフィルムの構造が大きく変化しないと仮定する。

### 結合定数の測定

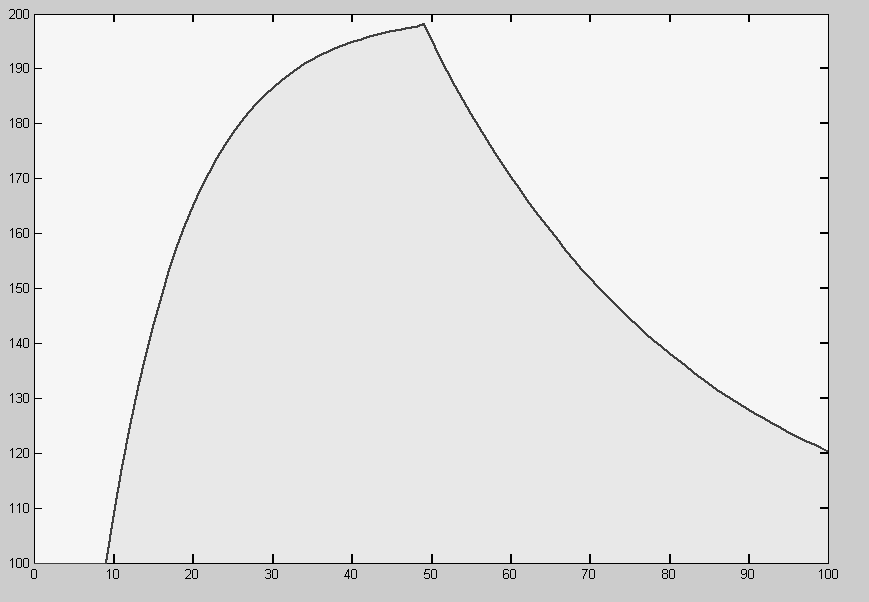
会合および解離シグナル

Biacoreの出力の例

2つのリガンドの親和性を決定しなければならない時は、結合定数を決定しなければならない。これは積商の平衡値である。この値は動的SPRパラメータを用いることで測定することができ、化学反応と同様に、会合速度を解離速度で割った値である。
このために、いわゆるおとり（ベイト）リガンドをSPR結晶のデキストラン表面上に固定する。マイクロフローシステムを通って、獲物（プレイ）検体を含む溶液がベイト層上に注入される。獲物検体がおとりリガンドに結合すると 、SPRシグナルの増大（応答ユニットRUで表現される）が観測される。望ましい会合時間の後、獲物検体を含まない溶液（通常は緩衝液）がマイクロ流体経路に注入され、おとりリガンドと獲物検体間の複合体を解離させる。獲物検体がおとりリガンドから解離すると、SPRシグナルの減少が観測される。これらの会合（ka）および解離（kd）速度から、平衡解離定数（結合定数、KD）を算出することができる。
実際のSPRシグナルは、入射光と金層の表面プラズモンとの電磁「カップリング」で説明することができる。このプラズモンは、金-溶液界面を横切るわずか数ナノメートルの層（すなわちおとりタンパク質とことによると獲物タンパク質）によって影響され得る。
{\displaystyle K_{D}={\frac {k_{\text{d}}}{k_{\text{a}}}}}

## 磁気プラズモン共鳴
最近、磁気表面プラズモンに興味が持たれている。これには大きな負の透磁率を持つ材料が必要である。この性質はつい最近メタマテリアルの創出によって利用可能になった。

## 推薦文献
- A selection of free-download papers on Plasmonics in New Journal of Physics
- Heinz Raether (1988). Surface plasmons on smooth and rough surfaces and on gratings. Springer Verlag, Berlin. ISBN 978-3-540-17363-2
- Stefan Maier (2007). Plasmonics: Fundamentals and Applications. Springer. ISBN 978-0-387-33150-8
- Richard B M Schasfoort (Editor) and Anna J Tudos (Editor) (2008). Handbook of Surface Plasmon Resonance. RSC publishing. ISBN 978-0-85404-267-8
- A short detailed synopsis of how surface plasmon resonance works in practice

## 論文
- 笠井献一. "表面プラズモン共鳴 (SPR) を利用したバイオセンサ." 蛋白質核酸酵素 37.15 (1992): p2977-2984, NAID 40002332076
- 孫暁春, 田島晴雄, 米田勝實. 「変調レーザーを用いた差動型表面プラズモン共鳴バイオセンサ」 『レーザー研究』 1993年 21巻 6号 p.661-665, doi:10.2184/lsj.21.6_661
- 岡本隆之, 山口一郎. 「レーザー解説 表面プラズモン共鳴とそのレーザー顕微鏡への応用」 『レーザー研究』 1996年 24巻 10号 p.1051-1058, doi:10.2184/lsj.24.1051
- 栗原一嘉, 鈴木孝治. "表面プラズモン共鳴センサーの光学測定原理." ぶんせき 328 (2002): 161-167., NAID 10007965801
- 小島洋一郎、「超音波と表面プラズモン共鳴による味溶液の計測」 『電気学会論文誌Ｅ（センサ・マイクロマシン部門誌）』 2004年 124巻 4号 p.150-151, doi:10.1541/ieejsmas.124.150
- 永島圭介. 「表面プラズモンの基礎と応用 (PDF) 」 『プラズマ・核融合学会誌』 84.1 (2008): 10-18.